# Жабоголовая черепаха
Жабоголовая черепаха или светлокрайняя змеиношеяя черепаха (лат. Phrynops geoffroanus) — крупный вид бокошеих черепах. Представители вида были найдены на востоке и юго-западе Венесуэлы, юго-востоке Колумбии, востоке стран Эквадор и Перу, а также в Бразилии, Боливии, Парагвае, Аргентине и Гайане.

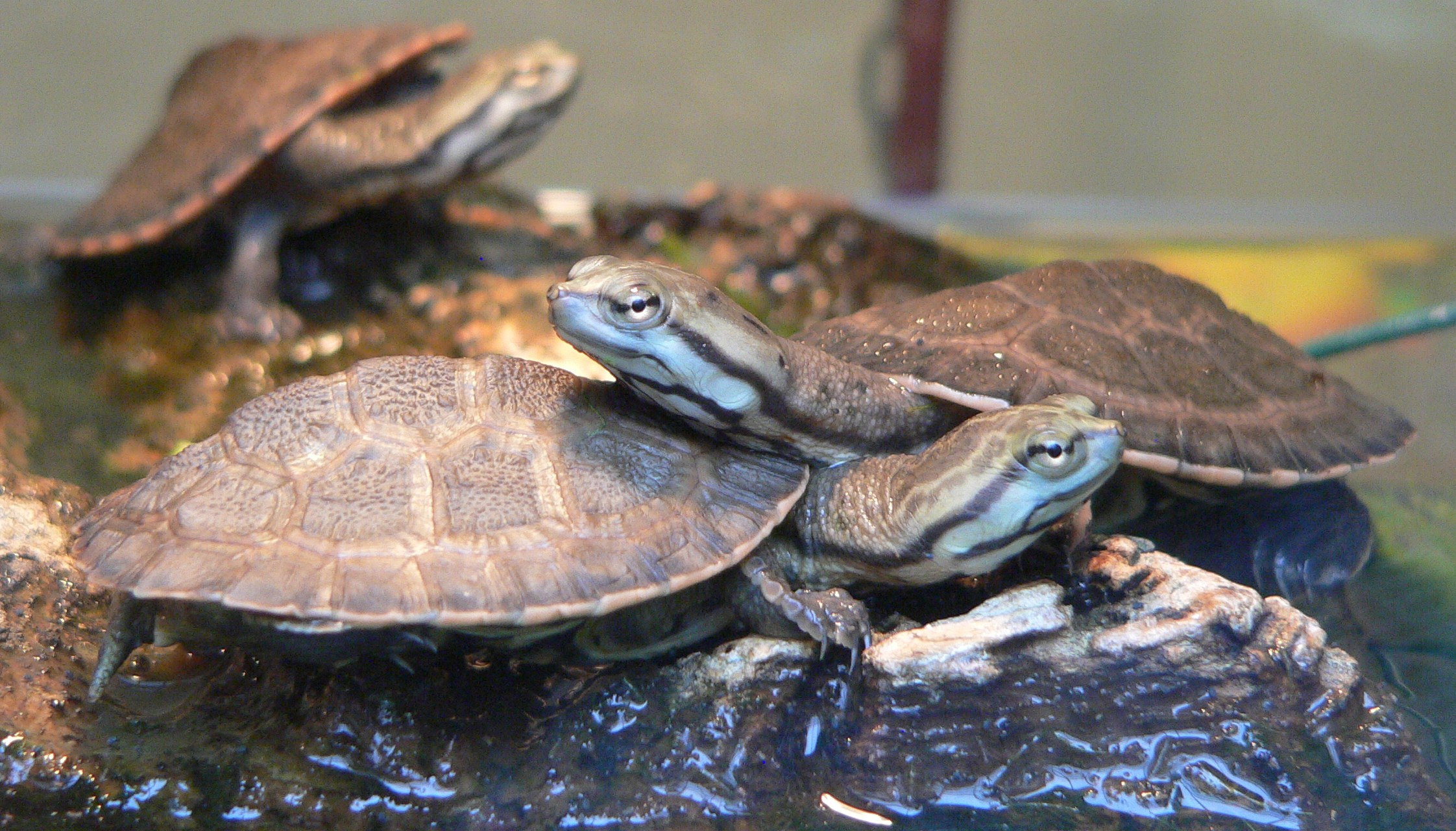
Молодые жабоголовые черепахи